# Burn down chart

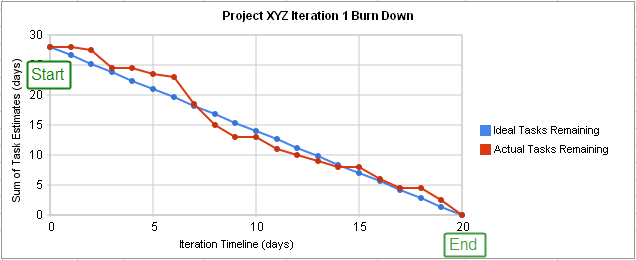
Przykładowy burn down chart

Burn down chart – graficzne przedstawienie pozostałych do wykonania w projekcie prac względem czasu. Wykres pokazuje także szacowany czas pracy do zakończenia projektu. Wykresy burn down chart często wykorzystuje się przy programowaniu zwinnym, takim jak scrum.